# Jamesonit
Jamesonit ist ein häufig vorkommendes Mineral aus der Mineralklasse der „Sulfide und Sulfosalze“ mit der chemischen Zusammensetzung FePb4Sb6S14, also einer Verbindung aus Eisen, Blei, Antimon und Schwefel, die aufgrund ihrer Kristallstruktur den Sulfosalzen zugeordnet wird.
Jamesonit kristallisiert im monoklinen Kristallsystem und entwickelt meist lange, prismatische bis feinnadelige und undurchsichtige Kristalle, die parallel der Längsachse (c-Achse) gestreift sind. Diese bilden überwiegend faserig-verfilzte oder radialstrahlige und büschelige Mineral-Aggregate. Frische Proben sind von bleigrauer bis grauschwarzer Farbe und weisen einen metallischem, in faserigen Aggregaten auch seidigen, Glanz auf. Nach einiger Zeit an der Luft läuft das Mineral allerdings oft buntfarbig irisierend an. Als feinster Zundererz kann er auch braun durchscheinend sein.

## Etymologie und Geschichte
Seinen bis heute gültigen Namen erhielt Jamesonit 1825 von Wilhelm von Haidinger, der das Mineral nach dem englischen Mineralogen Robert Jameson (1774–1854) benannte.
Bekannt war das Mineral allerdings schon vorher. Bereits in den Aufzeichnungen Johann Gottlob Lehmanns von 1758 wird ein Zundererz (auch Bergzunder und Lumpenerz) aus den Gruben Dorothea und Carolina bei Clausthal erwähnt. Robert Jameson bezeichnete es 1820 als gray antimony und Friedrich Mohs 1824 als Axotomer Antimonglanz. Weitere bekannte Synonyme sind Chalybinglanz, haarförmiges Grauspießglanzerz, Querspießglanz und Stahlantimonglanz (siehe auch Glanze).
Als Typlokalität gilt St. Endellion nahe Wadebridge in der englischen Grafschaft Cornwall.

## Klassifikation
In der veralteten 8. Auflage der Mineralsystematik nach Strunz gehörte der Jamesonit zur Mineralklasse der „Suldide und Sulfosalze“ und dort Abteilung „Komplexe Sulfide (Sulfosalze)“, wo er zusammen mit Boulangerit die „Jamesonit-Boulangerit-Gruppe (Bleiantimonspießglanze)“ mit der System-Nr. II/D.07 und den weiteren Mitgliedern Dadsonit, Fülöppit, Guettardit, Heteromorphit, Launayit, Madocit, Meneghinit, Parajamesonit (diskreditiert 2006), Plagionit, Playfairit, Robinsonit, Semseyit, Sorbyit, Sterryit, Tintinait, Twinnit, Veenit und Zinkenit (auch Zinckenit) bildete.
Im zuletzt 2018 überarbeiteten und aktualisierten Lapis-Mineralienverzeichnis nach Stefan Weiß, das sich aus Rücksicht auf private Sammler und institutionelle Sammlungen noch nach dieser alten Form der Systematik von Karl Hugo Strunz richtet, erhielt das Mineral die System- und Mineral-Nr. II/E.22-10. In der „Lapis-Systematik“ entspricht dies ebenfalls der Abteilung „Sulfosalze (S : As,Sb,Bi = x)“, wo Jamesonit zusammen mit Benavidesit eine eigenständige, aber unbenannte Gruppe bildet.
Die von der International Mineralogical Association (IMA) zuletzt 2009 aktualisierte 9. Auflage der Strunz’schen Mineralsystematik ordnet den Jamesonit in die neu definierte Abteilung der „Sulfosalze mit SnS als Vorbild“ ein. Diese ist zudem weiter unterteilt nach den in der Verbindung vorherrschenden Metallen, so dass das Mineral entsprechend seiner Zusammensetzung in der Unterabteilung „Mit Cu, Ag, Fe, Sn und Pb“ zu finden ist, wo es ebenfalls zusammen mit Benavidesit die nach ihm benannte „Jamesonitgruppe“ mit der System-Nr. 2.HB.15 bildet.
Auch die vorwiegend im englischen Sprachraum gebräuchliche Systematik der Minerale nach Dana ordnet den Jamesonit in die Abteilung der „Sulfosalze“ ein. Hier ist er zusammen mit Benavidesit in der unbenannten Gruppe 03.06.07 innerhalb der Unterabteilung der „Sulfosalze mit dem Verhältnis 2,0 < z/y < 2,49 und der Zusammensetzung (A+)i(A2+)j[ByCz], A = Metalle, B = Halbmetalle, C = Nichtmetalle“ zu finden.

## Kristallstruktur
Jamesonit kristallisiert monoklin in der Raumgruppe P21/a (Raumgruppen-Nr. 14, Stellung 3) mit den Gitterparametern a = 15,57 Å; b = 18,98 Å; c = 4,03 Å und β = 91,8° sowie 2 Formeleinheiten pro Elementarzelle.
Die Kristallstruktur besteht beim Jamesonit aus Ketten kantenverknüpfter PbS7-Polyedern und Fe6-Oktaedern. Beide erstrecken sich parallel der c-Achse und sind über SbS3-Pyramiden verbunden.

## Modifikationen und Varietäten

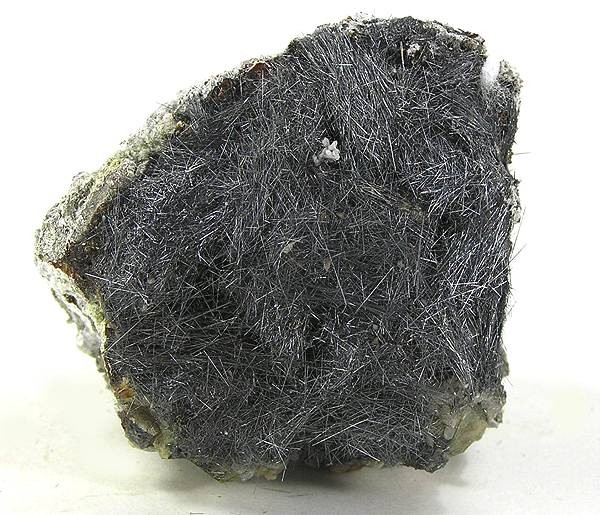
Feinnadeliges Jamesonit-Aggregat (Federerz) aus der Grube „Noche Buena“, Municipio de Mazapil, Zacatecas, Mexiko (Größe: 5,3 × 5,3 × 4,3 cm)

Feinnadelige Varietäten werden als Federerz bezeichnet. Haidinger wählte 1845 auch die Bezeichnung Plumosit (lateinisch plumosus: mit Flaum bedeckt, fedrig).
Sakharovait (FePb4(Bi,Sb)6S14), benannt nach der russischen Mineralogin Marina Sergejewna Sacharowa (1917–1998), gilt seit 2006 nicht mehr als eigenständiges Mineral, sondern als Varietät von Jamesonit.

## Bildung und Fundorte

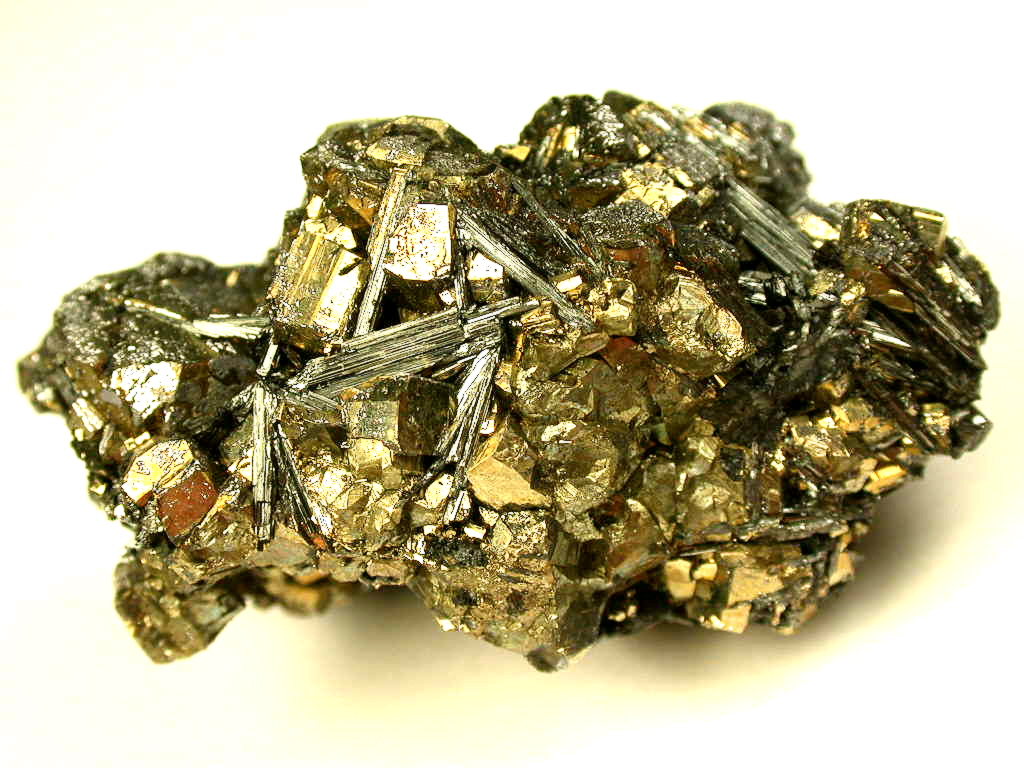
Prismatisch-silbriger Jamesonit, umgeben von goldfarbigen Pyrit-Würfeln aus Sombrerete, Zacatecas, Mexiko

Jamesonit bildet sich durch hydrothermale Vorgänge als Nebengemengteil in blei-, eisen- und antimonhaltigen Erz-Gängen. Als Begleitminerale treten neben weiteren Blei-Sulfosalzen unter anderem noch Calcit, Dolomit, Galenit, Pyrit, Quarz, Siderit, Sphalerit, Rhodochrosit, Stibnit, Tetraedrit auf.
Als häufige Mineralbildung ist Jamesonit an vielen Orten anzutreffen, wobei bisher rund 900 Fundstätten dokumentiert sind (Stand 2022). Neben seiner Typlokalität St. Endellion trat das Mineral im Vereinigten Königreich noch an vielen weiteren Orten in der Grafschaft Cornwall, an einigen Stellen in der Grafschaft Cumbria sowie bei Tavistock in Devon und Deganwy in Wales auf.
In Deutschland fand sich das Mineral unter anderem an mehreren Orten im Schwarzwald in Baden-Württemberg; im Fichtelgebirge und bei Pfaffenreuth nahe Waldsassen im Oberpfälzer Wald in Bayern; im Harz von Niedersachsen bis Sachsen-Anhalt; bei Mausbach (Stolberg), Altenbrück (Overath), Uentrop (Arnsberg) und an mehreren Stellen im Siegerland in Nordrhein-Westfalen; im rheinland-pfälzischen Westerwald; bei Penig und an mehreren Stellen im Erzgebirge in Sachsen sowie an mehreren Stellen im Landkreis Greiz in Thüringen.
In Österreich konnte Jamesonit vor allem in Kärnten (Friesach-Hüttenberg, Villach), Salzburg (Hohe Tauern, Saalfelden) und der Steiermark (Schladminger Tauern) gefunden werden.
In der Schweiz trat das Mineral vor allem in den Kantonen Graubünden und Tessin auf.
Weitere Fundorte liegen unter anderem in Argentinien, Aserbaidschan, Australien, Bolivien, Chile, China, Ecuador, Finnland, Frankreich, Ghana, Griechenland, Indien, Italien, Japan, Kanada, Kasachstan, Kirgisistan, Kolumbien, im Kosovo, Luxemburg, Malaysia, Mazedonien, Mexiko, Namibia, Norwegen, Peru, Polen, Portugal, Rumänien, Russland, Schweden, der Slowakei, Spanien, Südafrika, Tschechien, der Ukraine, Ungarn, Usbekistan und in den Vereinigten Staaten von Amerika.